# Гаскойн, Майк
Майкл "Майк" Гаскойн (англ. Mike Gascoyne, р. 2 апреля 1963 в Норвиче, Великобритания) — английский  конструктор. В настоящее время главный технический директор команды Caterham F1 Team.
В течение своей карьеры Гаскойн работал во множестве команд Формулы-1, включая McLaren , Sauber и Tyrrell. Он был главой технического отдела в Jordan, Renault и Toyota F1.
Майк в настоящее время живёт в Оксфордшире с подругой Сильвией и их детьми: Иоиль, Конни и Фредди Гаскойн.

## Другие сферы деятельности
Гаскойн пишет колонки для нескольких журналов. На Гран-при Китая 2009 он временно заменял Эдди Джордана на BBC One комментируя гонку  .

## MGI группа
MGI - компания, основанная в Оксфорде в 2001 году Майком Гаскойном. Сегодня, Гаскойн является её председателем.